# Riehen
Riehen je švýcarské město, ležící v kantonu Basilej-město. Žije zde přes 20 000 obyvatel. Riehen je spolu s městem Basilej a Bettingenem jednou ze tří obcí kantonu Basilej-město. 

## Geografie
Riehen se nachází na severozápadě Švýcarska, na dolním konci údolí Wiesental (na jeho švýcarské straně) a patří do aglomerace města Basileje. Urbanisticky přímo splývá se samotným městem Basilej, s nímž sousedí na svém jihozápadním okraji. Se svými více než 20 tisíci obyvatel patří mezi větší města v basilejské aglomeraci. 
Riehen sousedí s Basilejí, Bettingenem a Birsfeldenem (kanton Basilej-venkov) na švýcarské straně a s německými obcemi Lörrach, Weil am Rhein, Grenzach-Wyhlen a Inzlingen.

## Historie

Letecký snímek z roku 1951

Neandrtálci žili v této oblasti již před 50 000 lety. Předpokládá se, že trvalé a souvislé osídlení existovalo přibližně od roku 3000 př. n. l. Kolem 6. století n. l. založili Alamani vesnici. První doložená zmínka o sídle Wahinhofen z roku 751 se vztahuje k dnešnímu Wenkenhofu, první zmínka o názvu Rieheim pochází z roku 1157.
V roce 1270 patřil Riehen basilejskému knížecímu biskupství. V letech 1444 až 1446 byl Riehen vypleněn a vypálen v důsledku bitvy u St. Jakob an der Birs a v letech 1490 až 1493 během Kappelského sporu. V roce 1522 přešel Riehen do majetku města Basileje, které zde v roce 1528 zavedlo reformaci. Během třicetileté války získal Riehen vojenskou posádku. Vesnici také navštěvovalo mnoho uprchlíků.
V roce 1833 došlo k rozdělení kantonu Basilej. Riehen zůstal v kantonu Basilej-město spolu s Kleinhüningenem (od roku 1908 součást Basileje) a sousední, mnohem menší obcí Bettingen. Zbytek původně jednotného kantonu se stal novým polokantonem Basilej-venkov.
Během druhé světové války došlo k (dočasné) vlně vystěhovalectví do vnitrozemí Švýcarska. Osudy uprchlíků připomíná památník Riehen v Bahnwärterhausu.
Poté, co kanton Basilej-město v roce 1957 povolil třem občanským obcím zavést volební právo žen, byla obec Riehen první ve Švýcarsku, která 26. června 1958 zavedla volební právo pro ženy. V témže roce byla Gertrud Späth-Schweizerová zvolena do občanské rady a stala se tak první švýcarskou ženou zvolenou do politického orgánu.
Od roku 1994 je využívána geotermální nádrž v hloubce přibližně 1 500 metrů, která zajišťuje teplo pro více než 8 000 obyvatel.
Celkem třikrát (v letech 1885, 1898 a 1910) podala obec Riehen návrh na sloučení s městem Basilej, který nakonec nebyl realizován.

## Obyvatelstvo
| Vývoj počtu obyvatel | Vývoj počtu obyvatel | Vývoj počtu obyvatel | Vývoj počtu obyvatel | Vývoj počtu obyvatel | Vývoj počtu obyvatel | Vývoj počtu obyvatel | Vývoj počtu obyvatel | Vývoj počtu obyvatel | Vývoj počtu obyvatel | Vývoj počtu obyvatel | Vývoj počtu obyvatel | Vývoj počtu obyvatel | Vývoj počtu obyvatel | Vývoj počtu obyvatel | Vývoj počtu obyvatel | Vývoj počtu obyvatel |
| -------------------- | -------------------- | -------------------- | -------------------- | -------------------- | -------------------- | -------------------- | -------------------- | -------------------- | -------------------- | -------------------- | -------------------- | -------------------- | -------------------- | -------------------- | -------------------- | -------------------- |
| Rok                  | 1670                 | 1774                 | 1815                 | 1850                 | 1900                 | 1920                 | 1941                 | 1950                 | 1960                 | 1970                 | 1980                 | 1990                 | 2000                 | 2010                 | 2020                 |                      |
| Počet obyvatel       | 727                  | 1088                 | 1066                 | 1575                 | 2576                 | 4227                 | 7415                 | 12 402               | 18 077               | 21 026               | 20 611               | 19 914               | 20 370               | 20 613               | 21 423               |                      |

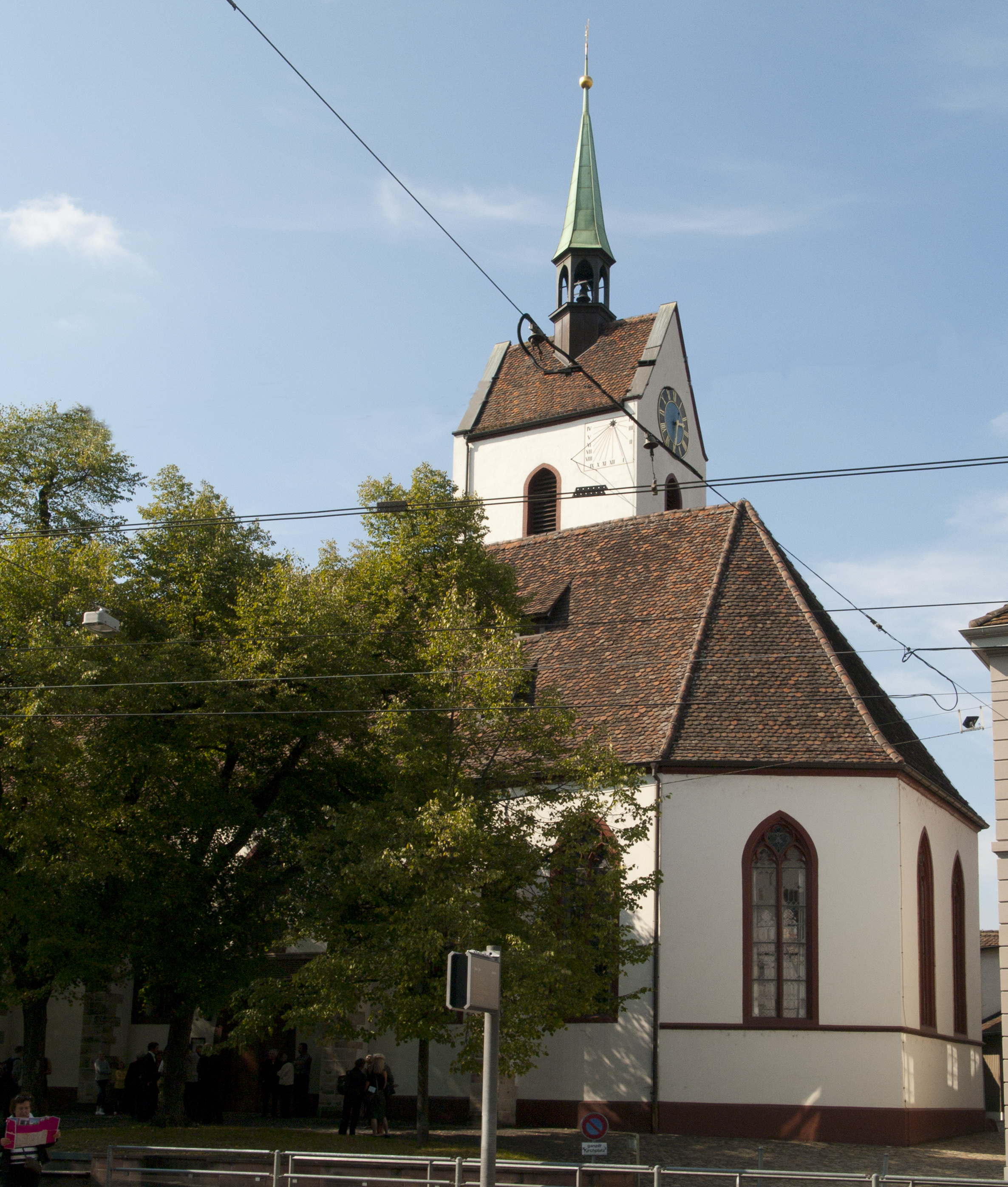
Kostel v Riehenu

Úředním jazykem v Riehenu je němčina. Dle statistiky z roku 2000 hovořila německy většina obyvatel (celkem 18 509, tj. 90,9 %), druhým nejčastějším jazykem byla francouzština (365, tj. 1,8 %) a třetím italština (355, tj. 1,7 %). Podíl cizinců (obyvatel přihlášených k trvalému pobytu, avšak bez švýcarského občanství) činil v Riehenu v roce 2019 26,7 %.

## Doprava

### Městská doprava
Spolu s městem Basilej patří Riehen do zóny 10 tarifního sdružení Tarifverbund Nordwestschweiz. Riehen disponuje hustou autobusovou sítí, kterou obsluhují velké kloubové autobusy a malé autobusy z okolí. Riehen je s centrem Basileje spojen tramvajovou linkou 6 a autobusovou linkou 34 společnosti Basler Verkehrs-Betriebe. Od pondělí do pátku jezdí do Riehenu také tramvajová linka 2. V letech 1948–2008 obsluhovala město také linka 31 bývalé trolejbusové sítě v Basileji.

### Železniční doprava
Riehen leží na trati Wiesentalbahn, lince S6 basilejské S-Bahn. V letech 2004 až 2008 byla Wiesentalbahn, kterou spravuje Deutsche Bahn, značně modernizována. V samotném Riehenu bylo zrekonstruováno nádraží a na jihu sídelní oblasti byla vybudována nová zastávka Niederholz. Trať provozuje společnost SBB GmbH s vlaky Stadler Flirt a v prosinci 2006 byla prodloužena do stanice Basel SBB. Vlaky jezdí ve všední dny každých 30 minut a o víkendech každých 60 minut. Spojení končí na německé straně ve stanici Zell (Wiesental).

## Osobnosti
- Josef Hügi (1930–1995), švýcarský fotbalista
- Severin Schwan (* 1967), rakouský manažer (farmaceutická společnost Hoffmann-La Roche), žije v Riehenu
- Rolf Martin Zinkernagel (* 1944), švýcarský profesor biologie a imunologie, držitel Nobelovy ceny za fyziologii nebo lékařství